# Medgyesegyháza
Medgyesegyháza es una ciudad húngara perteneciente al distrito de Mezőkovácsháza en el condado de Békés, con una población en 2012 de 3691 habitantes.
Se conoce la existencia de la localidad desde 1418. En sus primeros años estuvo vinculada al castillo de Gyula y a lo largo del tiempo tuvo varios propietarios. El asentamiento original fue destruido por los turcos en el siglo XVI y comenzó a repoblarse como finca a partir de 1726, cuando el rey Carlos III dio las tierras a Reinaldo III de Este. El asentamiento fue readquirido por la Corona en 1787 a cambio de propiedades húngaras en Italia. Se desarrolló como poblado ferroviario a partir de 1883, al ubicarse en la línea entre Kétegyháza y Mezőhegyes, y adquirió el estatus de pueblo en 1893. Recibió el título de ciudad en 2009.
Se ubica unos 15 km al sur de la capital condal Békéscsaba y unos 10 km al noreste de la capital distrital Mezőkovácsháza.